# María Cristina de Sajonia
María Cristina de Sajonia (en alemán, Maria Christina von Sachsen; Varsovia, 15 de febrero de 1735-Brumath, 19 de noviembre de 1782) fue una princesa alemana de la Casa de Wettin. Era hija del príncipe elector de Sajonia y rey Augusto III de Polonia y de su esposa, la archiduquesa María Josefa de Austria.

## Primeros años
María Cristina fue la décima hija (pero la séptima superviviente, además de la cuarta mujer) del elector de Sajonia y rey Augusto III de Polonia y de su esposa, la archiduquesa María Josefa de Austria (hija del emperador José I del Sacro Imperio Romano Germánico y de Guillermina Amalia de Brunswick-Luneburgo), prima hermana de la emperatriz María Teresa I de Austria.
Entre sus hermanas estaban María Amalia, esposa del rey Carlos III de España; María Josefa, casada con el delfín de Francia y madre del rey Luis XVI; María Ana, electora de Baviera; y María Cunigunda, abadesa de Thorn y Essen.
Entre sus hermanos se destacaban Federico Cristián, que sucedería a su padre como elector de Sajonia; Carlos, duque de Curlandia; y también el príncipe Alberto, duque de Teschen, yerno de la emperatriz María Teresa de Austria.
También era sobrina del mariscal de Francia Mauricio de Sajonia, hijo ilegítimo de su abuelo, el rey Augusto II de Polonia.
Ella creció en una familia muy unida, sus padres pusieron un gran énfasis en la educación de todos sus hijos. Como a sus hermanos, a María Cristina se le enseñó latín, francés, inglés, filosofía, geografía, religión, dibujo, música y danza.

## Abadesa
Al ser tullida de nacimiento, tenía pocas posibilidades de contraer matrimonio, a diferencia de los brillantes matrimonios de sus hermanas. Sin embargo, la reina de Francia María Leszczyńska pensó en ella por un momento por su padre, Estanislao Leszczyński, ex-rey de Polonia y duque de Lorena desde 1737, era viudo desde 1747, pero aún ardiente a pesar de sus 70 años. El elegante Estanislao solo se rio de las ideas de su hija.
Su hermana mayor, María Josefa, se casó con Luis, delfín de Francia, en 1747. En 1764, María Cristina fue elegida coadjutora con el derecho de sucesión (como abadesa) en la Abadía de Remiremont, en el norte de Francia, por lo que fue enviada ahí. Su posición fue gracias a la intervención personal del rey Luis XV. 
La elección fue unánime, lo que no es sorprendente, dado que 45.000 florines habían fluido desde Viena y Dresde a los canónigos de Remiremont que eran elegibles para votar. 
En el momento de su llegada, la abadía estaba bajo control de Ana Carlota de Lorena, hermana del emperador del Sacro Imperio, Francisco I, y tía de la futura María Antonieta de Austria.
En Francia, fue conocida como Marie Christine de Saxe. Después de la muerte de Ana Carlota, María Cristina fue elegida su sucesora y asumió el cargo de abadesa en Remiremont en noviembre de 1773. Como abadesa, tenía asiento y voto en el Reichstag, todos los derechos y deberes de una duquesa imperial (como jurisdicción inferior, derecho fiscal, legislación, acuñación y sucesión del ejército), y gozaba de inmunidad frente a la violencia secular. María Cristina permaneció en el cargo hasta su muerte.

## Últimos años
Visitaba París con frecuencia y le gustaba el teatro y la vida social de la ciudad. Gastó una gran cantidad de dinero, cuyo pago fue realizado por Estanislao Leszczyński (ex-rey de Polonia y duque de Lorena hasta su muerte en 1766) y luego por el rey Luis XV. Su correspondencia con su hermano, Francisco Javier, regente de Sajonia, se conservó en Trojes.
La ciudad de Remiremont le debe su sistema de alcantarillado, la clasificación de los archivos capitulares y la apertura del sitio de construcción para la reconstrucción de la iglesia capitular.
En 1775, María Cristina dejó Remiremont para alquilar el Castillo de Brumath, en la ciudad de Brumath, en la región francesa de Alsacia, que hizo su residencia de verano (también se alojaba en Estrasburgo en invierno, en el hotel que había adquirido en la 27 rue des Juifs). Ella eligió el edificio por su ubicación en el campo y por su entorno natural. Con su estancia en Brumath, esta pequeña ciudad se había convertido en la capital del país de Hanau. En el castillo, recibió muchos grandes personajes, entre ellos el príncipe Maximiliano de Zweibrücken, futuro rey de Baviera bajo el nombre de Maximiliano I, con quien conversó preferentemente en alemán, una lengua que hablaba con un acento sajón pronunciado.
El castillo estaba rodeado por un espeso parque, donde la princesa guardaba una cantidad considerable de juegos, se divertía persiguiendo desde el balcón o desde las ventanas. Le gustaba mucho la caza. Hablaba polaco, francés y latín.
Vivió un estilo de vida lujoso en el castillo que superó con creces sus ingresos, a tal punto que tras su muerte, su sobrino, el rey Luis XVI, se vio obligado a pagar sus deudas por 136.876 libras.
Era una jinete consumada; amaba la buena comida hasta el punto de no poder caminar sola, pero su robustez no le impedía montar a caballo y dedicarse apasionadamente a la caza, que practicaría hasta en Porrentruy (Suiza) con el príncipe obispo de Basilea, Federico Luis de Wangen de Geroldseck. Una ala del Castillo de Porrentruy se llama pabellón "Princesa Cristina" en memoria de sus estancias.
Sin embargo, encantadora, gentil, benévola y considerada, la princesa fue también la providencia de los pobres y los desdichados.

## Muerte
El último año de su estancia en Brumath, en la noche del 27 al 28 de octubre de 1782, alrededor de las 3 de la mañana, fue víctima de un robo cometido por Isabel Hohfacker Kohly y Nicolás Gunder, de los alrededores de Trier, quienes se llevaron los cubiertos de la cocina.
Ella murió poco después, el 19 de noviembre. Fue enterrada casi un mes después, en Remiremont el 15 de diciembre. Sus entrañas fueron enterradas en Brumath y su corazón transportado a Dresde, donde probablemente fue depositado en la Hofkirche. Fue elogiada por su inteligencia, su conversación y por ser una mujer culta para su edad. El Castillo de Brumath fue abandonado y saqueado durante la Revolución francesa.

## Tributos
Una calle de Brumath lleva su nombre.

## Galería

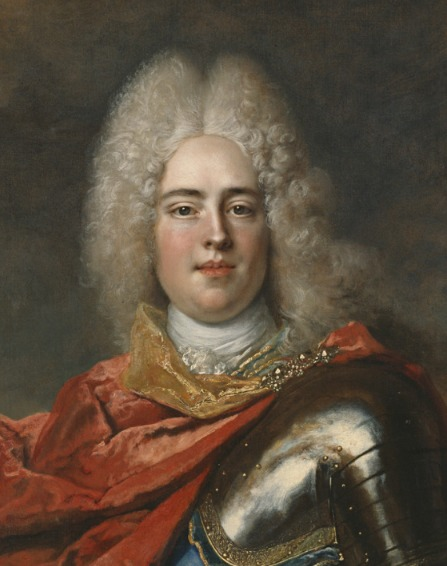
Augusto III de Polonia, padre de María Cristina, por Nicolas de Largillière.
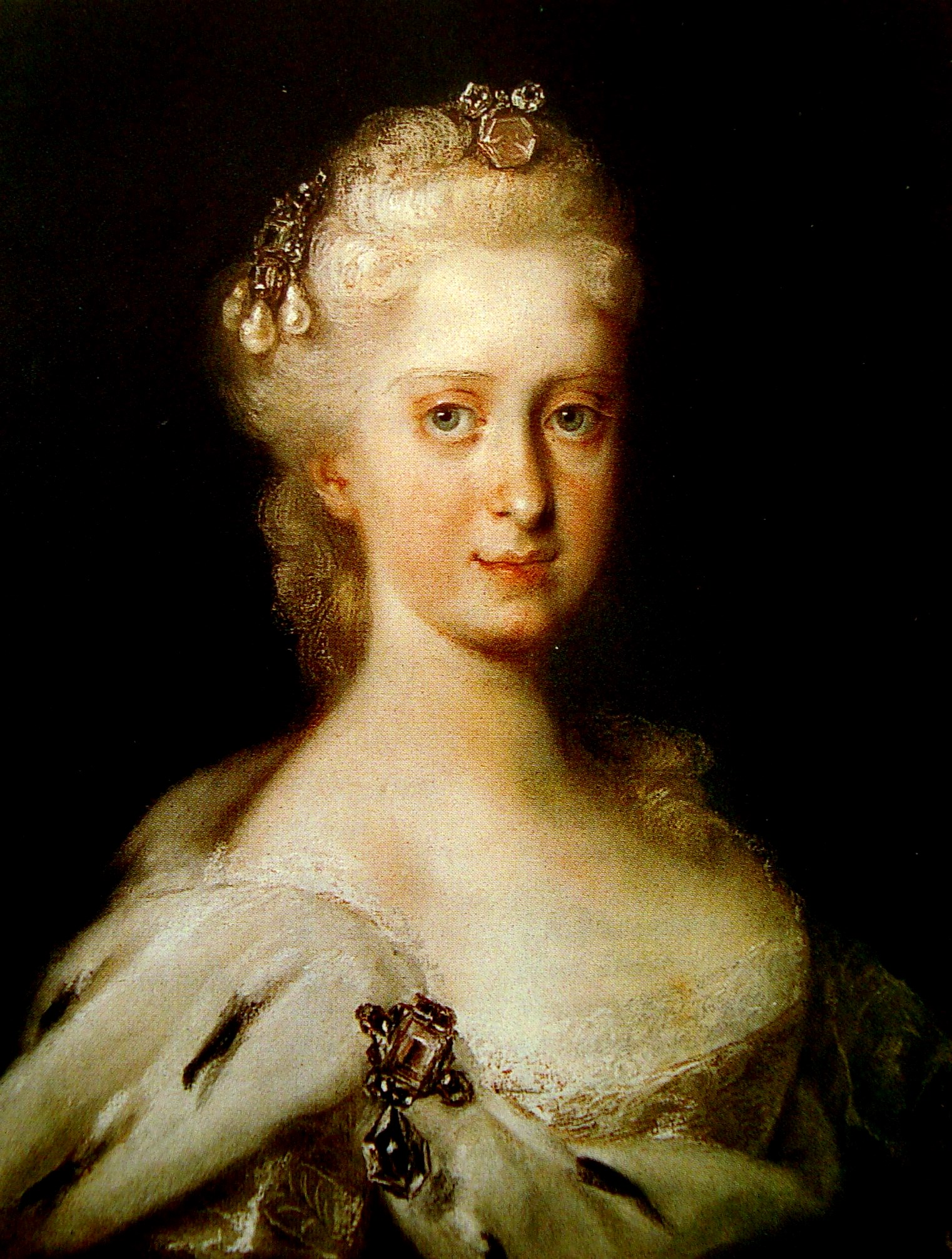
María Josefa de Austria, madre de María Cristina, por Rosalba Carriera (1720).

## Órdenes
- 19 de noviembre de 1767: Dama de la Orden de Santa Isabel. ( Electorado del Palatinado)[2]